# Curaçao League
La Curaçao League o laSekshon Pagá è il campionato di calcio di massima serie di Curaçao. Venne creato nel 1921 e nel 1974 venne chiamato Sekshon Pagá. Dal 1959 al 2010 è stato parte del Campionato di calcio delle Antille Olandesi, al quale partecipavano il campione e il vicecampione del campionato di Curaçao e di Bonaire, e per un certo periodo i vincitori del campionato di Aruba. Nel 2010 un referendum ha dissolto le Antille Olandesi, facendo sì che venissero create la Federazione calcistica di Curaçao e la Nazionale di calcio di Curaçao, prendendo il posto della Federazione calcistica delle Antille Olandesi e della Nazionale di calcio delle Antille Olandesi.
Il campione e il vicecampione si qualificano per il Campionato per club CFU. L'ultima classificata retrocede in Sekshon Amatur.

## Sekshon Pagá - Squadre 2023
- Atlétiko Saliña
- Barber
- Centro Dominguito
- Jong Colombia
- Jong Holland
- Scherpenheuvel
- SUBT
- UNDEBA
- Victory Boys
- Willemstad

## Albo d'oro
- 1921:   Sparta
- 1921-22:  Juliana
- 1922-23:  Sparta
- 1924-25:  Sparta
- 1925-26:  Jong Holland
- 1926-27:  Dutch
- 1928:  Jong Holland
- 1929:  Asiento
- 1930:  Asiento
- 1931:  Volharding
- 1932:  Jong Holland
- 1933:  Transvaal
- 1934:  Asiento
- 1935:  Jong Holland
- 1936:  Racing Club Curaçao
- 1937:  Jong Holland
- 1938:  SUBT
- 1940:  Jong Holland
- 1941:  SUBT
- 1942:  Independiente
- 1943:  Jong Holland
- 1945:  SUBT
- 1946: non disputato
- 1947:  SUBT
- 1948:  Jong Holland
- 1949:  SUBT
- 1950:  SUBT
- 1951:  SUBT
- 1952:  Jong Holland
- 1953:  SUBT
- 1954:  SUBT
- 1955:  SUBT
- 1956:  SUBT
- 1957: non disputato
- 1958:  SUBT
- 1959:  Jong Holland
- 1960:  Sithoc (Mahuma)
- 1961:  Sithoc (Mahuma)
- 1962:  Veendam
- 1963:  Jong Colombia (Boca Samí)
- 1964:  Scherpenheuvel
- 1965:  Jong Colombia (Boca Samí)
- 1966:  Jong Colombia (Boca Samí)
- 1967:  Jong Colombia (Boca Samí)
- 1968:  Scherpenheuvel
- 1969:  Jong Colombia (Boca Samí)
- 1970: non disputato
- 1971:  SUBT
- 1972:  Jong Colombia (Boca Samí)
- 1973:  Jong Colombia (Boca Samí)

### Sekshon Pagá
- 1974-75:  Jong Colombia (Boca Samí)
- 1975-76:  SUBT
- 1976-77:  Jong Holland
- 1977-78:  SUBT
- 1978-79:  Jong Colombia (Boca Samí)
- 1979-80:  SUBT
- 1980-81:  Jong Holland
- 1981-82:  SUBT
- 1982-83:  SUBT
- 1983-84:  SUBT
- 1984-85:  SUBT
- 1986:  Sithoc (Mahuma)
- 1987:  Centro Dominguito
- 1988:  Jong Colombia (Boca Samí)
- 1989:  Sithoc (Mahuma)
- 1990:  Sithoc (Mahuma)
- 1990-91:  Sithoc (Mahuma)
- 1992:  Sithoc (Mahuma)
- 1993:  Sithoc (Mahuma)
- 1994:  Jong Colombia (Boca Samí)
- 1995/96:  Sithoc (Mahuma)
- 1996:  UNDEBA
- 1997:  UNDEBA
- 1998-99:  Jong Holland
- 2000:  Jong Colombia (Boca Samí)
- 2001-02:  Barber
- 2002-03:  Barber
- 2003-04:  Barber
- 2004-05:  Barber
- 2005-06:  UNDEBA
- 2006-07:  Barber
- 2007-08:  UNDEBA
- 2009:  Hubentut Fortuna
- 2009-10:  Hubentut Fortuna
- 2010-11:  Hubentut Fortuna
- 2012:  Centro Dominguito
- 2013:  Centro Dominguito
- 2014:  Barber
- 2015:  Centro Dominguito
- 2016:  Centro Dominguito
- 2017:  Centro Dominguito
- 2017-2018:  Jong Holland
- 2018-2019:   VESTA
- 2019-2020:   Scherpenheuvel
- 2021:  Jong Holland
- 2022:  Jong Holland

## Titoli per squadra
| Club                | Campione | Stagioni |
| ------------------- | -------- | --- |
| SUBT                | 19       | 1939, 1942, 1946, 1947, 1948, 1950*, 1951, 1954, 1956*, 1956* 1959, 1972, 1977, 1979, 1980, 1982, 1983, 1984, 1985 |
| Jong Holland        | 16       | 1926, 1928, 1932, 1936, 1938, 1940, 1944, 1950*, 1952, 1960 1978, 1981, 1999, 2018, 2021, 2022                     |
| Jong Colombia       | 11       | 1964, 1966, 1967, 1968, 1970, 1973, 1975, 1976, 1988, 1994, 2000                                                   |
| Sithoc              | 9        | 1961, 1962, 1986, 1989, 1991*, 1991*, 1992, 1993, 1996*                                                            |
| Barber              | 6        | 2002, 2003, 2004, 2005, 2007, 2014                                                                                 |
| Centro Dominguito   | 6        | 1987, 2012, 2013, 2015, 2016, 2017                                                                                 |
| UNDEBA              | 4        | 1996, 1997, 2006, 2008                                                                                             |
| Sparta              | 3        | 1921, 1923, 1925                                                                                                   |
| Asiento             | 3        | 1929, 1930, 1935                                                                                                   |
| Hubentut Fortuna    | 3        | 2009, 2010, 2011                                                                                                   |
| Scherpenheuvel      | 3        | 1965, 1969, 2019-2020                                                                                              |
| Juliana             | 1        | 1922 |
| Dutch               | 1        | 1927 |
| Volharding          | 1        | 1931 |
| Transvaal           | 1        | 1933 |
| Racing Club Curaçao | 1        | 1937 |
| Independiente       | 1        | 1943 |
| Veendam             | 1        | 1963 |